# 梅拉鄉 (弗朗恰縣)

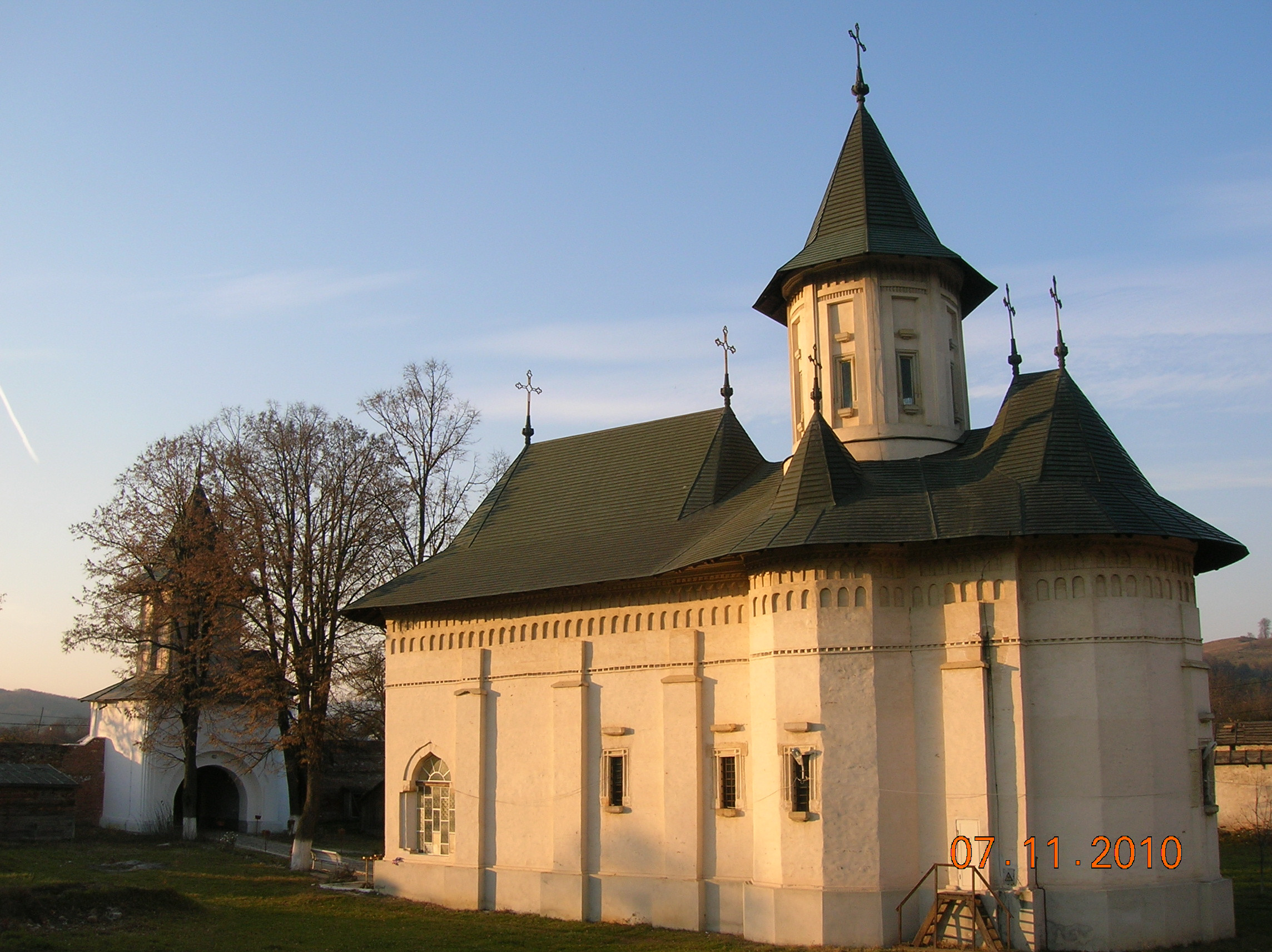

45°46′N 26°56′E / 45.767°N 26.933°E
梅拉鄉（羅馬尼亞語：Comuna Mera, Vrancea），是羅馬尼亞的鄉份，位於該國東部，由弗朗恰縣負責管轄，面積95平方公里，海拔高度247米，2002年人口4,041，人口密度每平方公里43人。